# Štabni praporščak (Slovenska vojska)
Štabni praporščak je visoki podčastniški čin v uporabi v Slovenski vojski (SV). Štabni praporščak je tako nadrejen višjemu praporščaku in podrejen višjemu štabnemu praporščaku.
skladu z Natovim standardom STANAG 2116  spada čin v razred OR-9 (CSEL).
Štabni praporščak je najbolj izkušen podčastnik v poveljstvu, enoti in zavodu. S svojim osebnim zgledom višjega podčastnika ter z zglednim opravljanjem dela in nalog podčastniške podporne linije pozitivno vpliva na vojake in podčastnike v svoji enoti. Svetuje poveljniku (načelniku) ali štabnim častnikom na področju taktike in v zadevah, ki se nanašajo na podčastniški zbor. Svetuje poveljniku v določanju kolektivnih nalog enote in nalog za urjenje posameznikov. Spremlja in svetuje pri kadrovsko statusnih postopkih za podčastnike. Deluje kot predstavnik poveljnika in poveljstva pri nadziranju nalog enote, ki jih je določil poveljnik ali sam. Prav tako spremlja in svetuje pri kadrovsko statusnih postopkih za podčastnike. nadzira in strokovno usmerja delo podčastnikov v podrejenih enotah.
Tipične dolžnosti v navedenem činu so glavni podčastnik na brigadni oz. operativni ravni in višje, podčastnik sektorja na strateški ravni, višji svetovalec na strateški ravni ter učitelj v institucijah vojaškega šolstva.

## Oznaka
Oznaka čina je sestavljena iz ene velike, pravokotne ploščice, na kateri se nahaja lipov list, nanjo pa so pritrjene tri ploščice v obliki črke V.

## Zakonodaja
Štabne praporščake imenuje minister za obrambo Republike Slovenije na predlog načelnika Generalštaba Slovenske vojske.
Vojaška oseba lahko napreduje v čin štabnega praporščaka, »če je s činom višjega praporščaka razporejena na dolžnost, za katero se zahteva čin štabnega praporščaka ter je to dolžnost opravljala najmanj dve leti s službeno oceno »odličen««.
Za rasporeditev, napredovanje in povišanje v čin štabnega praporščaka, mora vojaška oseba pridobiti visoko stopnjo strokovne izobrazbe (1 BOL).